# Nemesis (bog)
 For alternative betydninger, se Nemesis (flertydig). (Se også artikler, som begynder med Nemesis)
Nemesis er titlen på en Agatha Christie krimi fra 1971. Miss Marple må forlade den fiktive landsby, St. Mary Mead, hvor hun bor, for at følge sporene efter et muligt justitsmord. Det er den sidste roman, Christie skrev om amatørdetektiven Miss Marple. Hun døde ung – Miss Marples sidste sag, udkom i 1976 og var skrevet under anden verdenskrig.

## Plot
Den stenrige Mr. Rafiel mødte Jane Marple i Det caribiske mysterium. . Rafiel er død af svær sygdom. Posthumt beder han i et brev Jane Marple om at deltage i en busrejse til forskellige slotte og herregårde , hvor han også minder hende om, at hun i Caribien havde præsenteret sig som Nemesis. 
Miss Marple har få spor at følge i sin søgen efter offer og evt. gerningsmand i en drabssag. Men da en rejsedeltager bliver dræbt under mystiske omstændigheder, og det viser sig, at afdøde var i besiddelse af oplysninger om et offer for en forbrydelse, går hun i aktion. Kredsen af mistænkte er stor, 12 buspassagerer og tre søstre, der bor på en ældre ejendom på den rute, bussen passerer.

### Fortællesynsvinkel
I Nemesis giver Christie læseren indblik i Jane Marples tanker og forestillinger i langt videre udstrækning end i tidligere romaner. Hvor hun tidligere udadtil har virket forvirret som et led i sine bestræbelser på at få de mistænkte til at opfatte hende som uskadelig, er hun i dette tilfælde forvirret og glemsom i sine tankerækker.
"Det kommer". sagde Miss Marple, som af lang erfaring vidste, hvordan gamle menneskers hukommelse arbejder. "Det skal nok komme, det er jeg ikke i tvivl om"" 
Jane Marples tanker om ungdommens manglende moralbegreber, forældres forsømmelighed overfor opdragelsen af deres børn samt fordomme mod udlændinge kan opfattes som et ekko af den 80-årige Christies egne synspunkter.  Der er dog også den mulighed, som altid i en Christie, at der er tale om et røgslør, som skal tilsløre de ægte spor

## Anmeldelser
Anmelderne betegnede bl.a. denne roman som
Langtfra et af de bedste Miss Marple mysterier, men underholdende, usædvanlig og samtidig så let at læse som de mest succesrige af dem." .

## Danske udgaver
- Forum; 1972.
- Forum Krimi (Agatha Christie, nr. 76); 2. udgave; 1975.
- Wøldike; 1989.
- Aschehoug; 4.. udgave; 2007.